# Prince of Wales (Schiff, 1786)
Die Prince of Wales, eine 350-Tonnen-Bark, war ein Frachtschiff, das auch als Sträflingstransporter der First Fleet eingesetzt wurde. Gebaut wurde sie im Jahr 1786. Sie transportierte 49 Sträflinge, darunter einen Mann. 32 Royal Marines waren an Bord des unter dem Kommando von Kapitän John Mason stehenden Schifts, das in den Jahren 1787/1788 von England in die Sträflingskolonie Australien segelte.
Am 14. März 1787 nahm die Prince of Wales erste Sträflinge an Bord und legte am 13. Mai 1787 mit 10 weiteren Schiffen der First Fleet in Portsmouth zu ihrer Reise nach Australien ab. Der Weg führte die elf Schiffe über Teneriffa, Rio de Janeiro um das Kap der Guten Hoffnung herum durch den Indischen Ozean bis nach Van-Diemens-Land, wo die Prince of Wales am 7. Januar 1788 ankam. Arthur Phillip, der Kommandeur der First Fleet, segelte mit den vier schnelleren Schiffen voraus, um die Ankunft der anderen Schiffe vorzubereiten. Phillip kam am 19. Januar 1788 in der Botany Bay an. Der langsame Schiffskonvoi mit der Prince of Wales erreichte die Bucht am 20. Januar 1788. Am 26. Januar 1788 segelte die gesamte Flotte nach Port Jackson weiter, weil sich herausstellt hatte, dass sich die Botany Bay nicht für den Aufbau der Kolonie eignete. Als die Prince of Wales am 26. Januar nach Port Jackson segeln wollte, zerriss ihr neues Hauptsegel und auch ihr Hauptmast zerbrach. Dies resultierte aus den schwierigen Windverhältnissen, die dann zur Folge hatten, dass sich die Prince of Wales nicht mehr korrekt steuern ließ und mit der Friendship zusammenstieß, dem kleinste Schiff der First Fleet.
In Port Jackson lag die Prince of Wales fünf Monate lang, weil ihre Fracht nicht gelöscht werden konnte. Auf ihrer Rückreise verstarben zwei Besatzungsmitglieder und der Kapitän John Mason an Skorbut, bevor das Schiff am 13. Oktober 1788 in Rio de Janeiro anlegen konnte. 14 Mann der Besatzung mussten dort wegen ernsthafter Erkrankung an Skorbut in ein Krankenhaus gebracht werden. Das Schiff erreichte am 25. März 1789 Falmouth in England. Später wurde die Prince of Wales im Handel mit den Westindischen Inseln eingesetzt.